# Ijimaiella beringiana
Ijimaiella beringiana är en svampdjursart som beskrevs av Konstantin R. Tabachnick 2002. Ijimaiella beringiana ingår i släktet Ijimaiella och familjen Euplectellidae. Inga underarter finns listade i Catalogue of Life.